# Вулиця Гоголя (Сіверськодонецьк)
Ву́лиця Го́голя — вулиця у Сіверськодонецьку. Довжина 1 820 метрів. Починається від вулиці Юності, перетинається з вулицями Танкістів, Травневою, Центральним проспектом, вулицями Єгорова, Миколи Амосова, Донецькою і Лісною. Закінчується на перетині з Лисичанською вулицею. В неї упирається вулиця Шевченка. Забудована переважно багатоповерховими будинками, але після перетину з вулицею Донецькою парною стороною вулиці йде одноповерхова забудова, а після перетину з вулицею Лісною по обидві сторони. Названа на честь відомого українського письменника Миколи Гоголя.

## Галерея

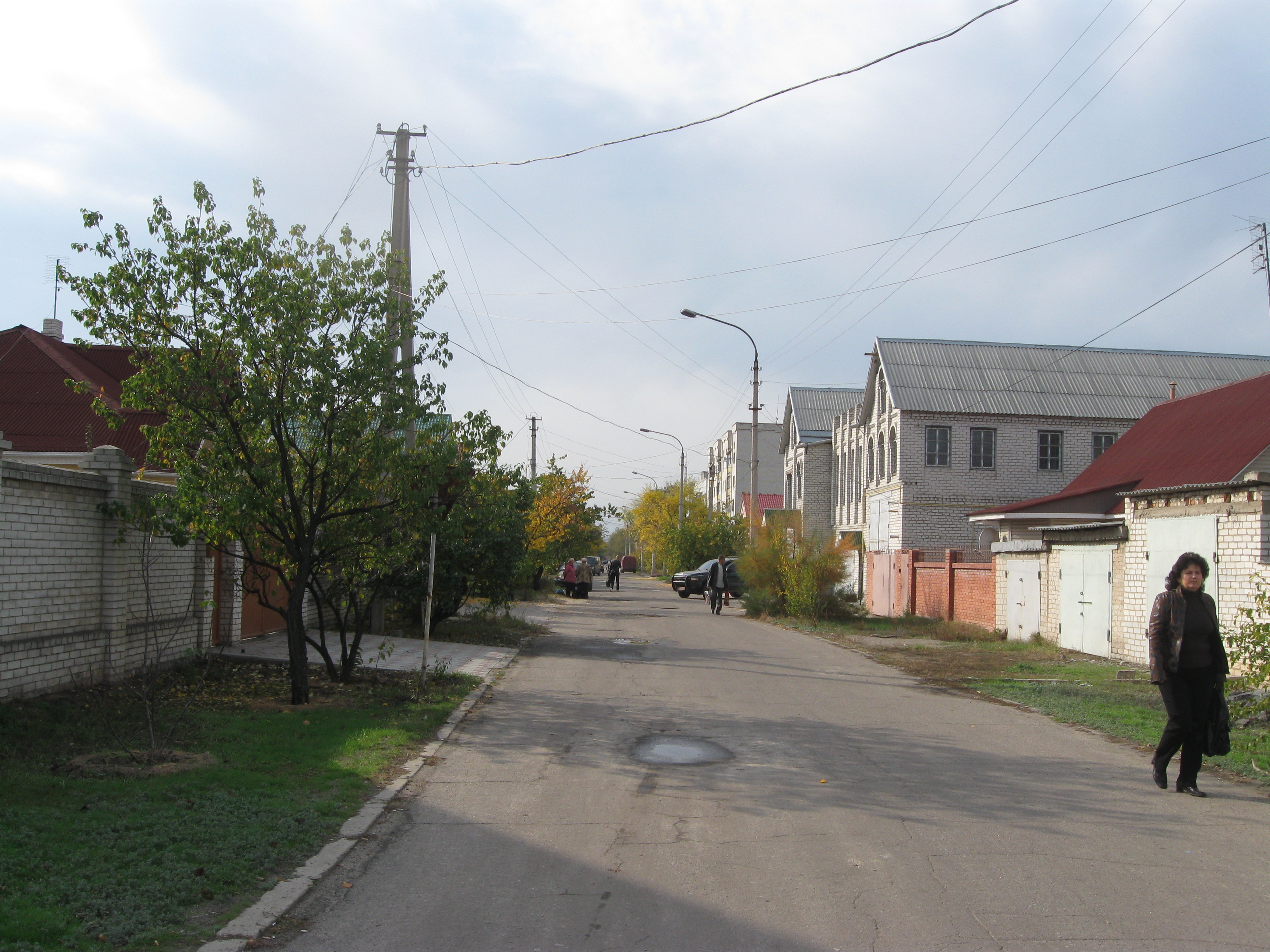
Вигляд з вулиці Лисичанської